# Лисиниу-ди-Алмейда
Лисиниу-ди-Алмейда (порт. Licínio de Almeida) — муниципалитет в Бразилии, входит в штат Баия. Составная часть мезорегиона Юго-центральная часть штата Баия. Входит в экономико-статистический микрорегион Гуанамби. Население составляет 11 080 человек на 2006 год. Занимает площадь 785,417 км². Плотность населения — 14,1 чел./км².

## Статистика
- Валовой внутренний продукт на 2003 год составляет 22 611 870,00 реалов (данные: Бразильский институт географии и статистики).
- Валовой внутренний продукт на душу населения на 2003 год составляет 1938,77 реалов (данные: Бразильский институт географии и статистики).
- Индекс развития человеческого потенциала на 2000 год составляет 0,675 (данные: Программа развития ООН).